# Họ Thấu cốt thảo
Họ Thấu cốt thảo (danh pháp khoa học: Phrymaceae) là một họ thực vật có hoa nhỏ trong bộ Hoa môi (Lamiales). Họ này chứa khoảng 190-235 loài, phân bố rộng khắp thế giới nhưng phần lớn các loài tại miền tây Bắc Mỹ (khoảng 130 loài)  và Australia (khoảng 30 loài) .
Trước đây, họ này là đơn chi với chi duy nhất là Phryma, và có phân bố hạn hẹp về mặt địa lý tại miền đông Bắc Mỹ và miền đông Trung Quốc. Chi này trước đó được đặt trong họ Verbenaceae theo hệ thống Cronquist.
Nghiên cứu về các mối quan hệ phát sinh chủng loài như của Beardsley và Olmstead (2002) chỉ ra rằng một vài chi, theo truyền thống được đặt trong họ Scrophulariaceae, trên thực tế có mối quan hệ họ hàng gần gũi hơn với họ Phrymaceae theo định nghĩa mới và được mở rộng. Một bài báo gần đây còn gợi ý rằng chi Rehmannia có quan hệ họ hàng gần với chi Mazus và Lancea, nhưng cũng nghi ngờ về việc đưa các chi này vào trong họ Phrymaceae .

## Đặc trưng
Họ Phrymaceae chủ yếu được định nghĩa theo 3 đặc trưng cơ bản sau: 
- Đài hoa hình ống, xẻ răng cưa (với 5 thùy).
- Các đầu nhụy với 2 phiến mỏng có bề mặt bên trong nhạy cảm, khép lại cùng nhau khi tiếp xúc với sinh vật thụ phấn.
- Quả nang dễ dàng nứt ra theo chiều dọc giữa các phần của ngăn.

Các thành viên trong họ này có mặt trong các môi trường sống đa dạng, tại các sa mạc, bờ sông hay sườn núi. Chúng có thể là cây một năm hay lâu năm, với chiều cao từ chỉ vài xentimét tới các cây bụi thân gỗ cao tới 4 m.
Cấu trúc hoa trong phạm vi họ Phrymaceae có thể rất khác biệt, vì thế việc đánh giá theo hình thái trở nên khó khăn. Các tràng hoa của chúng có thể là dạng đối xứng hai bên hay xuyên tâm (tỏa tia).
Ngay sự sinh sản của chúng cũng được thực hiện theo nhiều hệ thống sinh sản khác nhau: vô tính, tự thụ phấn, thụ phấn chéo hay hỗn tạp. Một số thụ phấn nhờ côn trùng, số khác nhờ chim ruồi.
Kiểu quả phổ biến nhất trong họ là quả nang dễ nứt, chứa nhiều hạt, nhưng cũng có các ngoại lệ (như quả bế ở Phryma leptostachya, hay tương tự như quả mọng ở các loài Leucocarpus).
Với sự tách ra của phân họ  Mazoideae năm 2011 thì việc phân chia phần còn lại của họ Phrymaceae thành phân họ Phrymoideae là không cần thiết.

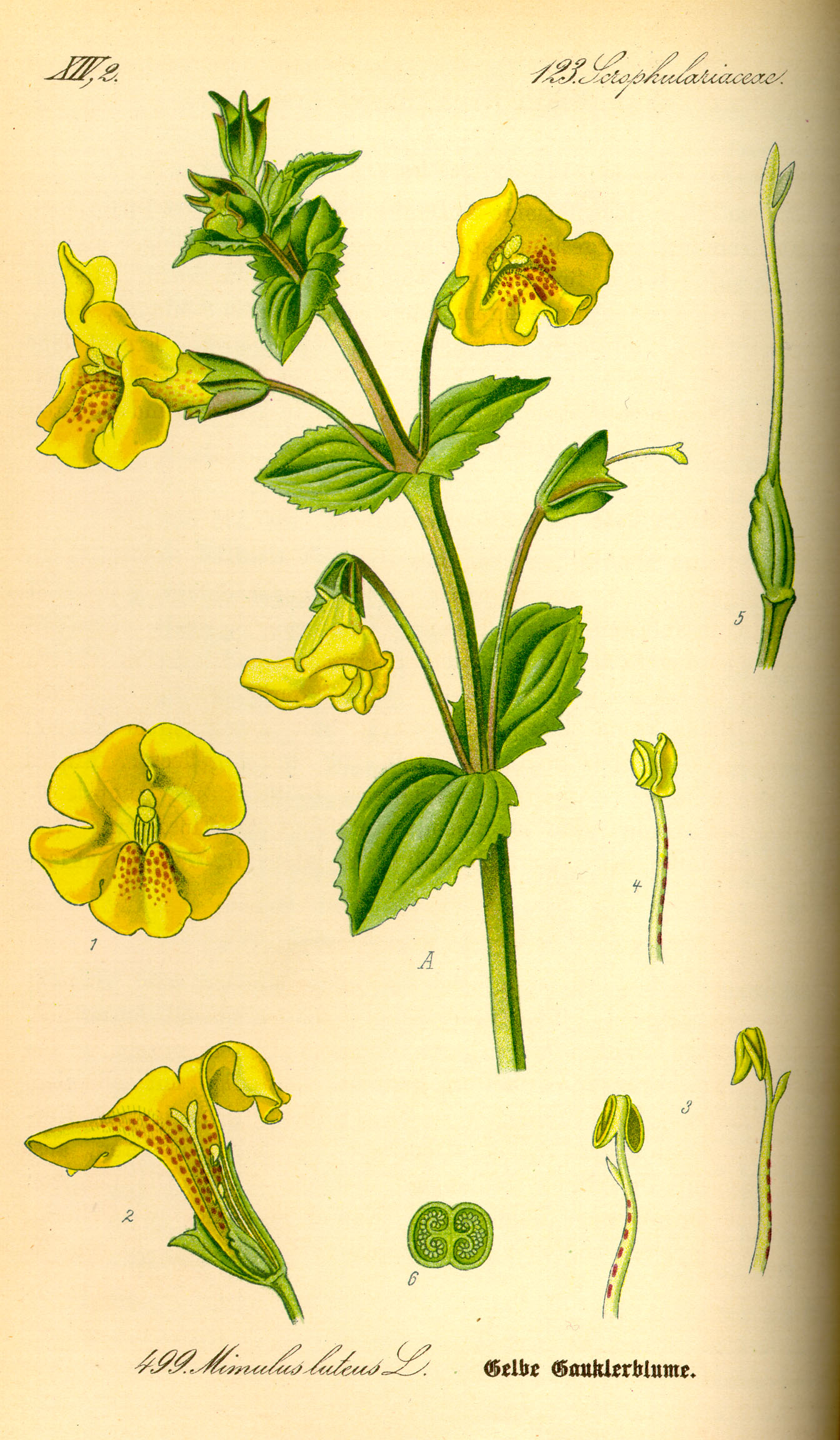
Mimulus guttatus từ Flora von Deutschland, Österreich und der Schweiz của Thomé, 1885

Chi Mimulus nghĩa rộng (sensu lato) với khoảng 120-170 loài là không đơn ngành. Sáu chi khác có lẽ bắt nguồn từ trong chi này (bao gồm Glossostigma, Peplidium, Phryma, Leucocarpus, Hemichaena và Berendtiell), và chi chỉ có tại Australia là Elacholoma có lẽ cũng vậy.
Chi Mimulus nghĩa rộng có sự phân bố rộng khắp toàn cầu, với phần lớn các loài tại miền tây Bắc Mỹ (và phần lớn tại California). Nó cũng có mặt tại Australia, Nam Phi, Ấn Độ, Chile, Mexico, Himalaya và Madagascar. Mối quan hệ phân loại của các loài thuộc chi nghĩa rộng này cho tới năm 2002 là chưa rõ ràng và việc định nghĩa lại chi này vẫn đang tiến hành; việc chia nhỏ chi này có lẽ là bước tiếp theo, đòi hỏi trên 100 tên gọi khoa học phải thay đổi. Các phân chi tại thời điểm năm 2002 trong chi này là: Schizoplacus, Mimulus với các tổ như sau:
- Phân chi Schizoplacus
  - Tổ Diplacus: Nay là chi Diplacus.
  - Tổ Eunanus
  - Tổ Oenoe
- Phân chi Mimulus
  - Tổ Erythnanthe: Nay là chi Erythnanthe.
  - Tổ Mimulus
  - Tổ Paradanthus
  - Tổ Simiolus

Năm 2012 Barker et al. đã chia nhỏ chi Mimulus nghĩa rộng, thành các chi Mimulus nghĩa hẹp (sensu stricto), Diplacus (bao gồm các tổ Diplacus, Cleisanthus, Oenoe, Pseudoenoe, Eunanthus, Eremimimulus), Erythranthe (bao gồm các tổ Simiola, Exigua, Mimulosma, Mimulasia, Simigemma, Alsinimimulus, Sinopitheca, Erythnanthe, Monimanthe, Monantha, Paradantha, Achlyopitheca).

## Các chi
- Trước đây là phần chính của phân họ Phrymoideae: Khoảng 223 loài.
  - Cyrtandromoea Zoll., 1854:[6] 12 loài.
  - Diplacus Nutt., 1838: 49 loài.
  - Elacholoma F.Muell. & Tate, 1895 (các thùy đầu nhụy là tương đối dài và là dễ tiếp nhận trên phần lớn chiều dài của nó): 2 loài.
  - Erythranthe Spach, 1840: 127 loài.
  - Glossostigma Wight & Arn., 1836 (với 3-4 thùy trong đài hoa thay vì 5; chứa 1 thùy lớn và 1 thùy đầu nhụy dạng vết tích): 6 loài.
  - Hemichaena Benth., 1841: 5 loài.
  - Leucocarpus D.Don, 1830: 1 loài (Leucocarpus perfoliatus).
  - Microcarpaea R.Br., 1810: 2 loài.
  - Mimetanthe Greene, 1885: 1 loài (Mimetanthe pilosa).
  - Mimulicalyx P.C.Tsoong, 1979: 1 loài (Mimulicalyx rosulatus).
  - Mimulus L., 1753: 7 loài mị thảo.
  - Peplidium Delile, 1813 (chứa 1 thùy lớn và 1 thùy đầu nhụy dạng vết tích): 4 loài.
  - Phryma L., 1753: 3 loài thấu cốt thảo.
  - Thyridia W.R.Barker & Beardsley, 2012: 1 loài (Thyridia repens).
  - Uvedalia R.Br., 1810: 2 loài.

## Chuyển đi
Tới năm 2011 được coi là một bộ phận của họ Phrymaceae, nhưng hiện tại tách ra thành họ Mazaceae.
- Phân họ Mazoideae:
  - Mazus Lour., 1790: Thông tuyền thảo
  - Lancea Hook.f. & Thomson, 1857: Nhục quả thảo.
- Phân họ Phrymoideae (một phần):
  - Dodartia L., 1753: Dã hồ ma (trước đó xếp trong Phrymoideae của họ Phrymaceae).